# Las Meninas (Picasso)
Pour les articles homonymes, voir Las Meninas.
Las Meninas (« Les Ménines », les demoiselles d'honneur) est une série de 58 peintures que Pablo Picasso peint en 1957 en réinterprétant l'œuvre de Diego Vélasquez Les Ménines, (1656).
La série conservée intégralement au musée Picasso de Barcelone est la seule série complète de l'artiste qui est resté groupée en un seul lieu. Il s'agit d'une étude très vaste qui se compose de 45 interprétations de l'œuvre, 9 scènes d'une colombe, 3 paysages, et un portrait de Jacqueline. 
Picasso lui-même considérait cette série comme un tout, et l'a légué comme tel au musée de Barcelone en mai 1968, en mémoire de Jaume Sabartés, mort la même année. 
Jaime Sabartés, né en 1881 et mort le 16 février 1968, est un poète espagnol qui fut longtemps le secrétaire particulier de Pablo Picasso, dont il publia une biographie : Picasso : Toreros en 1961.

## Picasso et Vélasquez
Picasso fut un grand admirateur de l’œuvre de Velázquez au cours de sa vie. À la fin du XIXe siècle, Velázquez est considéré comme un peintre de référence. En 1895, Picasso réalise quelques croquis d’œuvres ou de détails d’œuvres du maître, actuellement conservés au Musée de Barcelone.
Picasso a treize ans quand il voit pour la première fois une œuvre originale de Vélasquez en visitant le Musée du Prado à l'occasion d'un voyage entre La Corogne et Malaga pendant l'été 1895. Comme le disait Picasso lui-même : « J’ai eu l’occasion de rencontrer, pour la première fois, mes idoles. Elles m’attendaient au musée du Prado. Depuis lors, j’ai gardé fixé dans les rétines, d’une manière obsédante, le tableau de Velázquez Las meninas. Je crois que j’avais déjà pris, même si c’était dans le subconscient, la décision de réaliser ma version de Las meninas. Ce sont celles qui se trouvent maintenant, à titre de don, à Barcelone ».

## Analyse
Selon certaines études, la série constitue une étude exhaustive où le rythme, les couleurs, le mouvement et l’imagination entrent en jeu, sans perdre de vue à aucun moment le respect de l’œuvre originale. Picasso analyse, à travers les cinquante-huit œuvres, comment Velázquez avait traité des aspects comme la lumière, le volume, l’occupation de l’espace ou la perspective. Au cours des années qui ont suivi sa création, la série des Ménines de Picasso a été étudiée et analysée par des dizaines d’historiens de l’art, de lettrés et même de philosophes. Voici quelques interprétations : 
- John Berger a fortement critiqué Picasso lorsqu’il écrivit en 1965 : «Il n’a plus rien à dire. C’est pourquoi il reprend les thèmes des tableaux d’autres peintres.»
- Selon Jonathan Brown, documenter l'obsession de Picasso pour les maîtres espagnols n'est pas difficile, mais évaluer son impact sur son œuvre l'est. Pour Brown, Las Meninas sont le résultat du dialogue de toute une vie entre Picasso et ses « pères artistiques ».
- Alexandre Cirici a publié un article dans la revue Serra d’Or où il a commenté les différences entre les deux œuvres, en analysant la couleur, le graphisme, la liberté. Cirici fait valoir que Picasso représente  l’infante Marguerite comme : «la femme pure, symbole de la propreté du cœur et de la non-violence, de l’humanité candide. Autour d'elle, il y a le monde de l’absolutisme, fait d’orgueil, de bassesses, d’exploitation et de violence».
- Selon Ainaud de Lasarte, dans son article « Les Meninas de Picasso à Barcelone », publié dans la revue Miscelanea Barcinonensia en 1968, « cette série est le plus grand effort interprétatif jamais réalisé par le peintre de Malaga ».
- Pour André Malraux Les Ménines de Picasso sont plus un «travail démiurge» qu’un «travail pictural».

## L'impact sur Braun-Vega
Pour le peintre péruvien Herman Braun-Vega, la découverte de la série Las Meninas au musée Picasso de Barcelone en 1968 a été un véritable choc. De sorte que, de retour à Paris, il décide immédiatement de faire sa propre série sur Las Meninas dans le même temps qu'il a fallu à Picasso pour peindre la sienne. C'était, explique-t-il, sa manière de "tuer le père". La série intitulée Velázquez al desnudo acompañado de las Meninas en 53 Cuadros est exposée en 1969 à la galerie 9 à Paris. C'est une étude cinématique des instants ayant supposément précédé la pose figée par Vélasquez. La critique parisienne est conquise. C'est le début d'une métamorphose dans l'œuvre de Braun-Vega. Grâce à Picasso, il réalise qu'il ne faut pas craindre de "faire sienne l'œuvre de l'autre". Désormais les références à l'histoire de l'art deviennent presque systématiques dans sa peinture. Le polyptyque principal de la série composé de 17 panneaux dont un panneau central de 2 m × 2m et de 16 panneaux de 1 m × 1 m se trouve au musée d'Antioquia de Medellin en Colombie. D'autres œuvres de cette série sont conservées au musée d'art Blanton d'Austin au Texas. L'année suivante Braun-Vega rassemble Picasso et Vélasquez dans un tableau intitulé les invités sur l'herbe. Ce tableau dont la composition est à la fois inspiré des Ménines de Vélasquez et du Déjeuner sur l'herbe de Manet, que Picasso a également exploité pour une autre série, fait partie de la collection du musée d'art moderne de Paris. Braun-Vega fera par la suite de nombreuses références au Ménines de Vélasquez, mais on remarquera en particulier cette référence directe aux Menines de Picasso dans le tableau Juan Pareja reemprendiendo las Meninas después de Picasso (Velázquez) réalisé en 2000.